# Álamos (Sonora)

Alamos é um município do estado de Sonora, no México.